# Contrarrelógio por equipas elite feminina no Campeonato Mundial de Estrada
A prova de contrarrelógio por equipas elite masculina no Campeonato Mundial de Ciclismo em Estrada realizou-se em dois períodos desde o Mundial de 1962 até de 2018.
Entre as edições de 1987 e 1994 competiam selecções nacionais amadoras. A partir do Mundial de 2012 voltou-se a correr esta prova, mas com a variante de que não a disputavam as selecções, senão equipas profissionais. Depois da edição de 2018 decidiu-se não organizar mais esta carreira, sendo substituída em 2019 por uma contrarrelógio por equipas nacionais mistos, conformados por três homens e três mulheres que correm em formato de relevos.

## Palmarés

### Equipas nacionais
| Núm.     | Ano         | Sede                    | Ouro            | Prata           | Bronze          |
| -------- | ----------- | ----------------------- | --------------- | --------------- | --------------- |
| I – LIII | 1927 – 1986 | Não realizados          | Não realizados  | Não realizados  | Não realizados  |
| LIV      | 1987        | Villach · ( Áustria)    | União Soviética | Estados Unidos  | Itália          |
| LV       | 1988        | Ronse · ( Bélgica)      | Itália          | União Soviética | Estados Unidos  |
| LVI      | 1989        | Chambéry · ( França)    | União Soviética | Itália          | França          |
| LVII     | 1990        | Utsunomiya · ( Japão)   | Países Baixos   | Estados Unidos  | União Soviética |
| LVIII    | 1991        | Stuttgart · ( Alemanha) | França          | Países Baixos   | União Soviética |
| LIX      | 1992        | Benidorm · ( Espanha)   | Estados Unidos  | França          | Rússia          |
| LX       | 1993        | Oslo · ( Noruega)       | Rússia          | Estados Unidos  | Itália          |
| LXI      | 1994        | Agrigento · ( Itália)   | Rússia          | Lituânia        | Estados Unidos  |

#### Medalheiro histórico
- Até Agrigento 1994

| Ordem | País           | Medalha de ouro | Medalha de prata | Medalha de bronze |    |
| ----- | -------------- | --------------- | ---------------- | ----------------- | -- |
| 1     | Rússia(1)      | 4               | 1                | 3                 | 8  |
| 2     | Estados Unidos | 1               | 3                | 2                 | 8  |
| 3     | França         | 1               | 1                | 1                 | 3  |
| 3     | Itália         | 1               | 1                | 1                 | 3  |
| 5     | Países Baixos  | 1               | 1                | 0                 | 2  |
| 8     | Lituânia       | 0               | 1                | 0                 | 1  |
| 9     | Itália         | 0               | 0                | 1                 | 1  |
|       | TOTAL          | 8               | 8                | 8                 | 24 |

- (1) – Inclui as medalhas da URSS.

### Equipas profissionais[n 1]
| Núm.    | Ano  | Sede                          | Ouro | Prata | Bronze |
| ------- | ---- | ----------------------------- | --- | --- | --- |
| LXXIX   | 2012 | Valkenburg · ( Países Baixos) | Specialized-Lululemon · ( Alemanha) · Trixi Worrack ( Alemanha) · Ellen van Dijk ( Países Baixos) · Ina-Yoko Teutenberg ( Alemanha) · Evelyn Stevens ( Estados Unidos) · Amber Neben ( Estados Unidos) · Charlotte Becker ( Alemanha)     | Orica-AIS · ( Austrália) · Linda Villumsen ( Nova Zelândia) · Alex Rhodes ( Austrália) · Melissa Hoskins ( Austrália) · Loes Gunnewijk ( Países Baixos) · Shara Gillow ( Austrália) · Judith Arndt ( Alemanha)                                           | AA Drink-Leontien · ( Países Baixos) · Kirsten Wild ( Países Baixos) · Emma Pooley ( Reino Unido) · Sharon Laws ( Reino Unido) · Jessie Daams ( Bélgica) · Lucinda Brand ( Países Baixos) · Chantal Blaak ( Países Baixos)                |
| LXXX    | 2013 | Florença · ( Itália)          | Specialized-Lululemon · ( Estados Unidos) · Trixi Worrack ( Alemanha) · Lisa Brennauer ( Alemanha) · Ellen van Dijk ( Países Baixos) · Evelyn Stevens ( Estados Unidos) · Carmen Small ( Estados Unidos) · Katie Colclough ( Reino Unido) | Rabobank-Liv Giant · ( Países Baixos) · Marianne Vos ( Países Baixos) · Annemiek Van Vleuten ( Países Baixos) · Pauline Ferrand Prevot ( França) · Lucinda Brand ( Países Baixos) · Thalita de Jong ( Países Baixos) · Roxane Knetemann ( Países Baixos) | Orica-AIS · ( Austrália) · Loes Gunnewijk ( Países Baixos) · Melissa Hoskins ( Austrália) · Emma Johansson ( Suécia) · Shara Gillow ( Austrália) · Amanda Spratt ( Austrália) · Annette Edmondson ( Austrália)                            |
| LXXXI   | 2014 | Ponferrada · ( Espanha)       | Specialized-Lululemon · ( Estados Unidos) · Trixi Worrack ( Alemanha) · Lisa Brennauer ( Alemanha) · Chantal Blaak ( Países Baixos) · Evelyn Stevens ( Estados Unidos) · Carmen Small ( Estados Unidos) · Karol-Ann Canuel ( Canadá)      | Orica-AIS · ( Austrália) · Jessie Maclean ( Austrália) · Melissa Hoskins ( Austrália) · Emma Johansson ( Suécia) · Valentina Scandolara ( Itália) · Amanda Spratt ( Austrália) · Annette Edmondson ( Austrália)                                          | Astana BePink · ( Itália) · Alison Tetrick ( Estados Unidos) · Silvia Valsecchi ( Itália) · Susanna Zorzi ( Itália) · Doris Schweizer ( Suíça ) · Simona Frapporti ( Itália) · Alena Amialiusik ( Bielorrússia)                           |
| LXXXII  | 2015 | Richmond · ( Estados Unidos)  | Velocio-SRAM · ( Alemanha) · Alena Amialiusik ( Bielorrússia) · Lisa Brennauer ( Alemanha) · Karol-Ann Canuel ( Canadá) · Barbara Guarischi ( Itália) · Mieke Kröger ( Alemanha) · Trixi Worrack ( Alemanha)                              | Boels Dolmans · ( Países Baixos) · Elizabeth Armitstead ( Alemanha) · Chantal Blaak ( Países Baixos) · Christine Majerus ( Luxemburgo) · Katarzyna Pawłowska ( Polónia) · Evelyn Stevens ( Estados Unidos) · Ellen van Dijk ( Países Baixos)             | Rabo-Liv · ( Países Baixos) · Lucinda Brand ( Países Baixos) · Thalita de Jong ( Países Baixos) · Shara Gillow ( Austrália) · Roxane Knetemann ( Países Baixos) · Katarzyna Niewiadoma ( Polónia) · Anna van der Breggen ( Países Baixos) |
| LXXXIII | 2016 | Doha · ( Catar)               | Boels Dolmans · ( Países Baixos) · Evelyn Stevens ( Estados Unidos) · Elizabeth Deignan ( Reino Unido) · Chantal Blaak ( Países Baixos) · Ellen van Dijk ( Países Baixos) · Karol-Ann Canuel ( Canadá) · Christine Majerus ( Luxemburgo)  | Canyon-SRAM · ( Alemanha) · Lisa Brennauer ( Alemanha) · Trixi Worrack ( Alemanha) · Elena Cecchini ( Itália) · Alena Amialiusik ( Bielorrússia) · Hannah Barnes ( Reino Unido) · Mieke Kröger ( Alemanha)                                               | Cervélo–Bigla · ( Alemanha) · Joëlle Numainville ( Canadá) · Lotta Lepistö ( Finlândia) · Stephanie Pohl ( Alemanha) · Ashleigh Moolman-Pasio ( África do Sul) · Lisa Klein ( Alemanha) · Ciara Horne ( Reino Unido)                      |
| LXXXIV  | 2017 | Bergen · ( Noruega)           | Sunweb · ( Países Baixos) · Lucinda Brand ( Países Baixos) · Leah Kirchmann ( Canadá) · Floortje Mackaij ( Países Baixos) · Coryn Rivera ( Estados Unidos) · Sabrina Stultiens ( Países Baixos) · Ellen van Dijk ( Países Baixos)         | Boels Dolmans · ( Países Baixos) · Chantal Blaak ( Países Baixos) · Karol-Ann Canuel ( Canadá) · Megan Guarnier ( Estados Unidos) · Christine Majerus ( Luxemburgo) · Amy Pieters ( Países Baixos) · Anna van der Breggen ( Países Baixos)               | Cervélo-Bigla Pro Cycling · ( Alemanha) · Stephanie Gaumnitz ( Alemanha) · Lisa Klein ( Alemanha) · Clara Koppenburg ( Alemanha) · Lotta Lepistö ( Finlândia) · Cecilie Uttrup Ludwig ( Dinamarca) · Ashleigh Moolman ( África do Sul)    |
| LXXXV   | 2018 | Innsbruck · ( Áustria)        | Canyon SRAM Racing · ( Alemanha) · Hannah Barnes ( Reino Unido) · Elena Cecchini ( Itália) · Alice Barnes ( Reino Unido) · Trixi Worrack ( Alemanha) · Lisa Klein ( Alemanha) · Alena Amialiusik ( Bielorrússia)                          | Boels Dolmans · ( Países Baixos) · Christine Majerus ( Luxemburgo) · Amalie Dideriksen ( Dinamarca) · Amy Pieters ( Países Baixos) · Karol-Ann Canuel ( Canadá) · Anna van der Breggen ( Países Baixos) · Chantal Blaak ( Países Baixos)                 | Sunweb · ( Países Baixos) · Liane Lippert ( Alemanha) · Pernille Mathiesen ( Dinamarca) · Coryn Rivera ( Estados Unidos) · Ellen van Dijk ( Países Baixos) · Lucinda Brand ( Países Baixos) · Leah Kirchmann ( Canadá)                    |

#### Medalheiro histórico
- Até Innsbruck 2018

| Ordem | País                  | Medalha de ouro | Medalha de prata | Medalha de bronze | Total |
| ----- | --------------------- | --------------- | ---------------- | ----------------- | ----- |
| 1     | Specialized-Lululemon | 2               | 0                | 0                 | 2     |
| 2     | Boels Dolmans         | 1               | 3                | 0                 | 4     |
| 3     | Canyon-SRAM           | 1               | 1                | 0                 | 2     |
| 4     | Sunweb                | 1               | 0                | 1                 | 2     |
| 5     | Specialized-Lululemon | 1               | 0                | 0                 | 1     |
| 5     | Velocio-SRAM          | 1               | 0                | 0                 | 1     |
| 7     | Orica-AIS             | 0               | 2                | 1                 | 3     |
| 8     | Rabo-Liv              | 0               | 1                | 1                 | 2     |
| 9     | Cervélo-Bigla         | 0               | 0                | 2                 | 2     |
| 10    | Astana BePink         | 0               | 0                | 1                 | 1     |
| 10    | AA Drink-Leontien     | 0               | 0                | 1                 | 1     |
|       | TOTAL                 | 7               | 7                | 7                 | 21    |